# قلعه وکسهلم

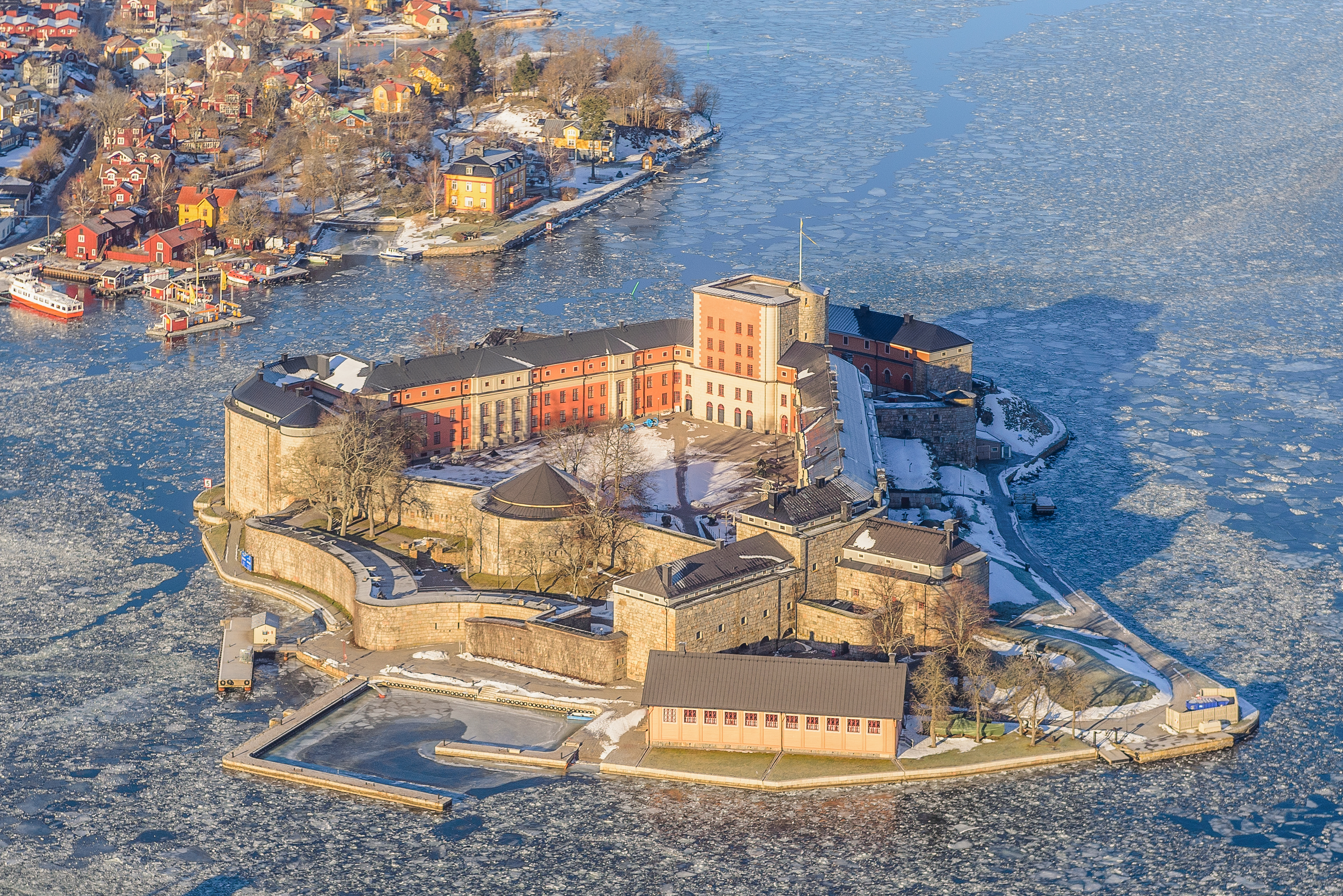
نمایی هوایی از قلعه وکسهُلم

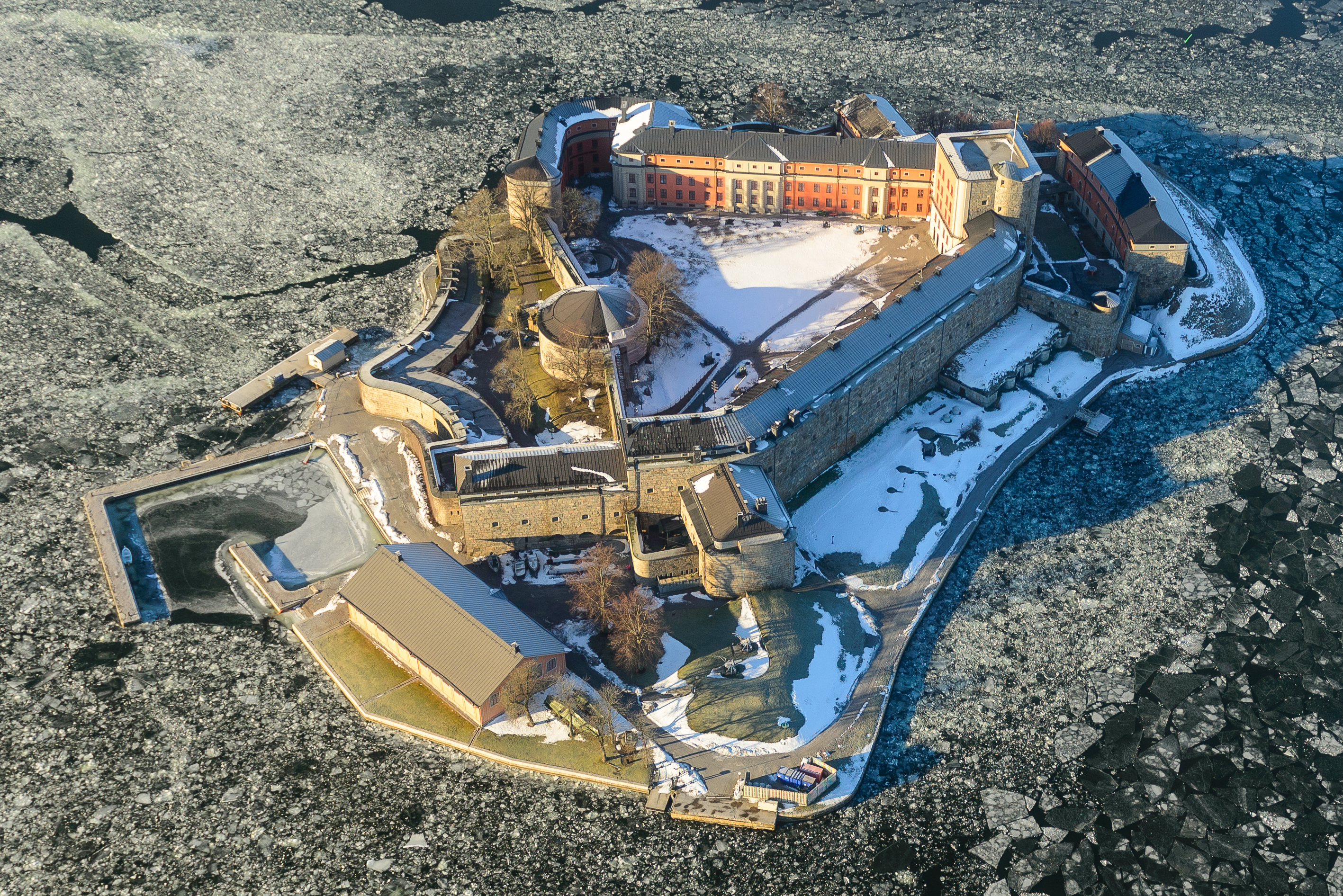
نمایی هوایی از قلعه وکسهُلم

قلعه وکسهُلم (به سوئدی: Vaxholms fästning) یک بارو و سازه نظامی در مجمع‌الجزایر استکهلم است که شامل زنجیره‌ای از جزایر کوچک دور استکهلم، پایتخت سوئد می‌شود. قلعه وکسهُلم در سال ۱۵۴۴ میلادی، به دستور گوستاف یکم سوئد و به منظور بالابردن ظرفیت دفاعی استکهلم ساخته‌شد.
اکنون این بارو به «موزه استحکامات دریایی سوئد» تغییر کاربری داده شده‌است.